# Dechargeren
Het dechargeren, kwijten of uitslaan van een persoon is het ontlasten van een persoon van een bepaalde verantwoordelijkheid, zijnde een takenpakket, functie, ambt of verplichtingen in het algemeen. Dit gebeurt nadat een persoon gechargeerd is voor deze bepaalde verantwoordelijkheid en deze naar tevredenheid heeft vervuld of wanneer verwacht wordt dat een andere persoon beter met de verantwoordelijkheid gechargeerd kan worden. Ook gebeurt het ter afsluiting van een boekjaar, wanneer de algemene vergadering de jaarcijfers heeft goedgekeurd. Hiermee accepteert de vergadering dat de bestuurders hun taak naar behoren hebben verricht en ontlasten hen van aansprakelijkheid voor hun bestuur over dat jaar.
Binnen rechtspersonen kunnen bestuursleden en commissieleden gedechargeerd worden. Dit gebeurt dan vaak op een algemene leden- of aandeelhoudersvergadering (AV). Tijdens de vergadering wordt de reden van decharge uitgelegd en kan de te dechargeren persoon verantwoording afleggen. De AV kan bezwaar maken tegen het dechargeren van iemand omdat zijn of haar taken niet, onvolledig of onbehoorlijk vervuld zijn, hiervoor dienen dan wel in principe gegronde redenen te worden aangevoerd.  
Decharge dient om te voorkomen dat bestuurders tot in de lengte der jaren kunnen worden aangesproken. Dit zonder meer nalaten wordt daarom (ook in rechte) gezien als onredelijk; bovendien wordt bestuurder zijn in dat geval een zeer onaantrekkelijke taak en zal de rechtspersoon uiteindelijk niemand meer kunnen vinden die nog bestuurder wil zijn. Bovendien is het ongewenst dat een aandeelhouder (achterhouding van) decharge als oneigenlijk dwangmiddel kan gebruiken jegens bestuurders. Daarom is decharge gebruikelijk bij het aftreden van bestuurders en goedkeuren van de jaarstukken. Wanneer dit niet gebeurt geven de aandeelhouders of leden die tegen de décharge stemmen vaak ook redenen; décharge weigeren of tegen décharge stemmen is dan ook een zeer sterk signaal van een aandeelhouder of lid aan het bestuur dat men het het niet eens is met het gevoerde beleid.
De werking van decharge is echter zeer gelimiteerd: de gechargeerde wordt slechts gekweten van eventuele aansprakelijkheid jegens degene die de decharge verleent (meestal de rechtspersoon en diens aandeelhouders). Derden kunnen de gedechargeerde nog steeds aanspreken wanneer zij menen schade te hebben geleden door onbehoorlijke taakvervulling van de gedechargeerde. Men kan bij dergelijke derden denken aan investeerders of klanten die schade hebben geleden door betalingsonmacht van een rechtspersoon veroorzaakt door onbehoorlijke taakvervulling, of bestuurdersaansprakelijkheid in een faillissement. Ook zal men zich niet op een verleende decharge kunnen beroepen wanneer men gegevens heeft achtergehouden en de aansprakelijkheid uit informatie in deze achtergehouden gegevens voortvloeit. De decharge zal geen bescherming bieden tegen een vordering van dergelijke (derde) partijen. 
Verder geldt décharge slechts jegens organen van de rechtspersoon en niet jegens derden. Auditors vragen vaak aan aandeelhouders décharge betreffende hun werkzaamheden, maar een AVA kan deze niet aan een auditor verlenen omdat deze geen orgaan van de vennootschap is. Een soortgelijk verhaal geldt voor externe beheerders van VVE´s; ze vragen (en krijgen) vaak décharge terwijl deze eigenlijk juridisch geen effect heeft. 
Een decharge zal in principe zonder onderliggende stukken zoals een (interim) financieel rapport, geen betekenis hebben. Immers, wanneer belastende informatie boven water komen zal dat per definitie nieuwe informatie zijn en dus een grond voor aansprakelijkheid. Daarom gebeurt het vaak dat aftredende bestuurders pas bij de eerstvolgende aandeelhoudersvergadering die de jaarstukken goedkeurt, gedechargeerd worden.
Omdat het dechargeren weleens gebeurt door een slag met de voorzittershamer wordt het dechargeren ook weleens uitslaan genoemd.